# Ethopolys positivus
Ethopolys positivus är en mångfotingart som beskrevs av Chamberlin 1941. Ethopolys positivus ingår i släktet Ethopolys och familjen stenkrypare. Inga underarter finns listade i Catalogue of Life.